# Cine Privé
Cine Privé é uma sessão de filmes eróticos do genêro softcore para maiores de 18 anos, exibida pela Band nas madrugadas de sábado para domingo. Seu repertório vai da comédia ao drama, sempre usando de sensualidade e de erotismo, não sendo filmes absolutamente pornográficos. O Cine Privé exibe filmes eróticos que não chegam a mostrar cenas de sexo explícito, apenas simulações e alguma nudez. Para os cinéfilos, essa categoria é chamada de softcore porn.

## História
Inicialmente, era exibido às sextas-feiras e era chamado de Sexta Sexy, por volta de 1993. A partir de 1995 ganhou o novo nome, permitindo, assim, que a sessão fosse exibida em outros dias da semana. Em seu período de auge, o programa ficou entre as cinco maiores audiências da emissora e atingia picos de audiência no horário.

## Repercussão
Por exibir filmes eróticos, foi uma das sessões mais populares durante o fim dos anos 90 e começo dos anos 2000, e também a mais famosa da programação da Rede Bandeirantes. O sucesso se deu em uma época em que não era tão fácil ter acesso a conteúdos pornográficos, e a internet discada tinha um preço elevado e inacessível para boa parte da população do Brasil, sendo assim acabou tornando-se uma alternativa mais prática e acessível. Por este motivo, garantiu durante o seu auge tendo grandes audiências em um horário onde o número de televisores ligados era pequeno; frequentemente figurava o Top 5 dos programas de maior audiências da emissora e alcançar a liderança não era incomum.
Nos últimos anos de existência, sofreu uma significativa queda de audiência. Já que nessa época, com a popularização da internet, o acesso a conteúdo pornográfico ficou mais fácil.
Esta sessão notabilizou-se pelos reprises de franquias de filmes do gênero "softcore" como Emmanuelle, Justine e The Click. A sessão saiu do ar em dezembro de 2010, e em seu lugar, entrou a sessão de filmes Sábado no Cinema, com filmes variados.

## Períodos de exibição
Em uma primeira fase, a sessão de filmes ficou no ar de 1995 até 2010. Entre os dias 7 de janeiro e 12 de fevereiro de 2012, a Band voltou a exibir o Cine Privé. O primeiro filme exibido no retorno da sessão foi Corpos Ardentes. Mas a sessão saiu do ar novamente devido à baixa audiência. No final de 2012, a Band voltou a exibir filmes eróticos no antigo horário da sessão, mas agora no Cinema na Madrugada, que exibiu esses filmes durante algum tempo.
Em 2019, a Band anuncia a volta do programa, retornando em 31 de agosto nas madrugadas de sábado para domingo com o filme Emmanuelle 2: A Antivirgem.

### Pós-retorno
Desde que retornou a programação da Rede Bandeirantes, o Cine Privé tem exibido bastante filmes protagonizados pelas atrizes Gabriela Hall e Monique Parent. Frequentemente, a sessão também tem se destacado com bons índices de audiência chegando a empatar e até as vezes superar a RedeTV! e a RecordTV que exibe programas da Igreja Universal do Reino de Deus. De acordo com  Kantar IBOPE Media, a Rede Bandeirantes ficou em segundo lugar em audiência em algumas cidades como Belo Horizonte, Porto Alegre, Salvador, Belém e Campinas ficando somente atrás da TV Globo. Em Recife, o Cine Privé chegou a ganhar da TV Globo em algumas ocasiões.
No dia 6 de novembro de 2021, a Band não exibiu o Cine Privé, pois a emissora transmitiu um VT dos treinos classificatórios do Grande Prêmio da Cidade do México de 2021, em virtude da exibição do velório da cantora Marília Mendonça que foi transmitido durante uma edição especial do programa Brasil Urgente durante à tarde. A Rede Bandeirantes exibiu ao vivo os treinos da Fórmula 1 pelo BandSports e pela madrugada, por volta das 2h, no horário da sessão de filmes, a emissora reprisou os treinos classsificatórios pela Rede Bandeirantes em TV Aberta. Na madrugada do dia 10 de abril de 2022, a Band não transmitiu o Cine Privé, em virtude da transmissão do Grande Prêmio da Austrália de 2022. A transmissão da corrida começou às 2h da madrugada, mas a emissora transmitiu boletins e matérias especiais desde 1h da madrugada. Em novembro de 2022, o Cine Privé que é exibido pela madrugada chegou a dar mais audiência que o treino classificatório para o Grande Prêmio de Abu Dhabi de 2022 exibido pelo fim da manhã. Os treinos para o GP de Abu Dhabi marcou 1,1 pontos de audiência durante o dia e a sessão erótica marcou 1,2 pontos sendo exibida após a meia noite. Na véspera de Natal de 2022, a sessão de filmes eróticos não foi exibida em respeito a Jesus e à noite de Natal, essa medida foi tomada para evitar problemas com religiosos ou criar algum tipo de constrangimento aos telespectadores. No dia 31 de dezembro de 2022, o Cine Privé não foi exibido pela Rede Bandeirantes para transmissão da virada de ano em Salvador, mas logo na primeira exibição do ano de 2023, no dia 7 de janeiro, o Cine Privé ficou em terceiro lugar na audiência exibindo entre 0h31 e 1h49, o filme Prazeres no Paraíso do Prazer e entre 1h50 e 3h07, o filme Invasão Virtual ficando a frente do programa Fala que Eu Te Escuto da RecordTV.